# Montieri
Montieri ist eine Gemeinde mit 1176 Einwohnern (Stand 31. Dezember 2023) in der Provinz Grosseto in Italien.

## Geografie

Lage der Gemeinde Montieri in der Provinz Grosseto

Montieri liegt etwa 42 km nördlich der Provinzhauptstadt Grosseto und 74 km südwestlich der Regionshauptstadt Florenz. Der Ort liegt in der Bergregion der Colline Metallifere auf einer Höhe von 704 m und umfasst eine Fläche von 108 km2. Im Gemeindegebiet nahe dem Poggio di Montieri entspringt der Fluss Merse, im Ortsteil Gerfalco der Cecina.
Zum Ort gehören die Ortsteile (frazioni) Boccheggiano (664 Höhenmeter, ca. 340 Einwohner), Gerfalco (774 m, ca. 80 Einwohner) und Travale (520 m, ca. 80 Einwohner). Der Hauptort selbst hat ca. 400 Einwohner.
Nachbargemeinden sind Castelnuovo di Val di Cecina (PI), Chiusdino (SI), Massa Marittima, Monterotondo Marittimo, Radicondoli (SI) und Roccastrada.

## Geschichte
Die Geschichte des Ortes geht zurück bis in die Zeit der Etrusker, die im 4. Jahrhundert v. Chr. begannen, Kupfer- und Silberminen in der Umgebung anzulegen. Das Gebiet gehörte zum Herrschaftsbereich von Populonia. Der lateinische Names des Ortes lautete Mons aeris (Kupferberg). 
Der Name Montieri wird erstmals in einer Urkunde des Grafen Lamberto degli Aldobrandeschi 973 n. Chr. erwähnt. Im 12. Jahrhundert war Montieri ein bedeutendes Bergbaugebiet und stand unter der Herrschaft des Bischofs von Volterra. Dieser ließ dort eine Grosso genannte Münze prägen. Später versuchte die Stadt Siena, die Minen unter ihre Kontrolle zu bringen, da sie Silber für ihre eigene Münzprägung benötigte. 1181 kaufte Siena zunächst ein Viertel des Territoriums, 1326 fiel der Ort ganz an Siena. 1219 entstand das Breve di Montieri, eine Sammlung lokaler Gesetze. Die Urkunde ist deswegen bedeutend, weil sie als erste in Volgare abgefasst wurde. 1242 wurde Giacomo Papocchi, ein junger Bergarbeiter, wegen Silberdiebstahl zur Amputation der rechten Hand und des linken Fußes verurteilt. Um für seine Sünden zu büßen, ließ er sich in eine Zelle neben der Kirche einmauern und starb dort 46 Jahre später, am 28. Dezember 1289. Er wurde später seliggesprochen und wird seitdem als Schutzpatron des Dorfes verehrt. Im 14. Jahrhundert waren die meisten Silberminen ausgebeutet und Montieri erlebte einen Niedergang. 
Erst in der zweiten Hälfte des 17. Jahrhunderts wurden durch den Mineralogen Giovanno Arduino neue Erzvorkommen (Kupfer und Pyrit) entdeckt, die zur Errichtung weiterer Bergwerke führten. Das letzte von ihnen bestand bis 1994. Seitdem befindet sich Montieri in einer Übergangsphase und versucht sich durch seine Lage inmitten von Buchen-, Eichen- und Kastanienwäldern als Erholungsort zu profilieren.

## Sehenswürdigkeiten

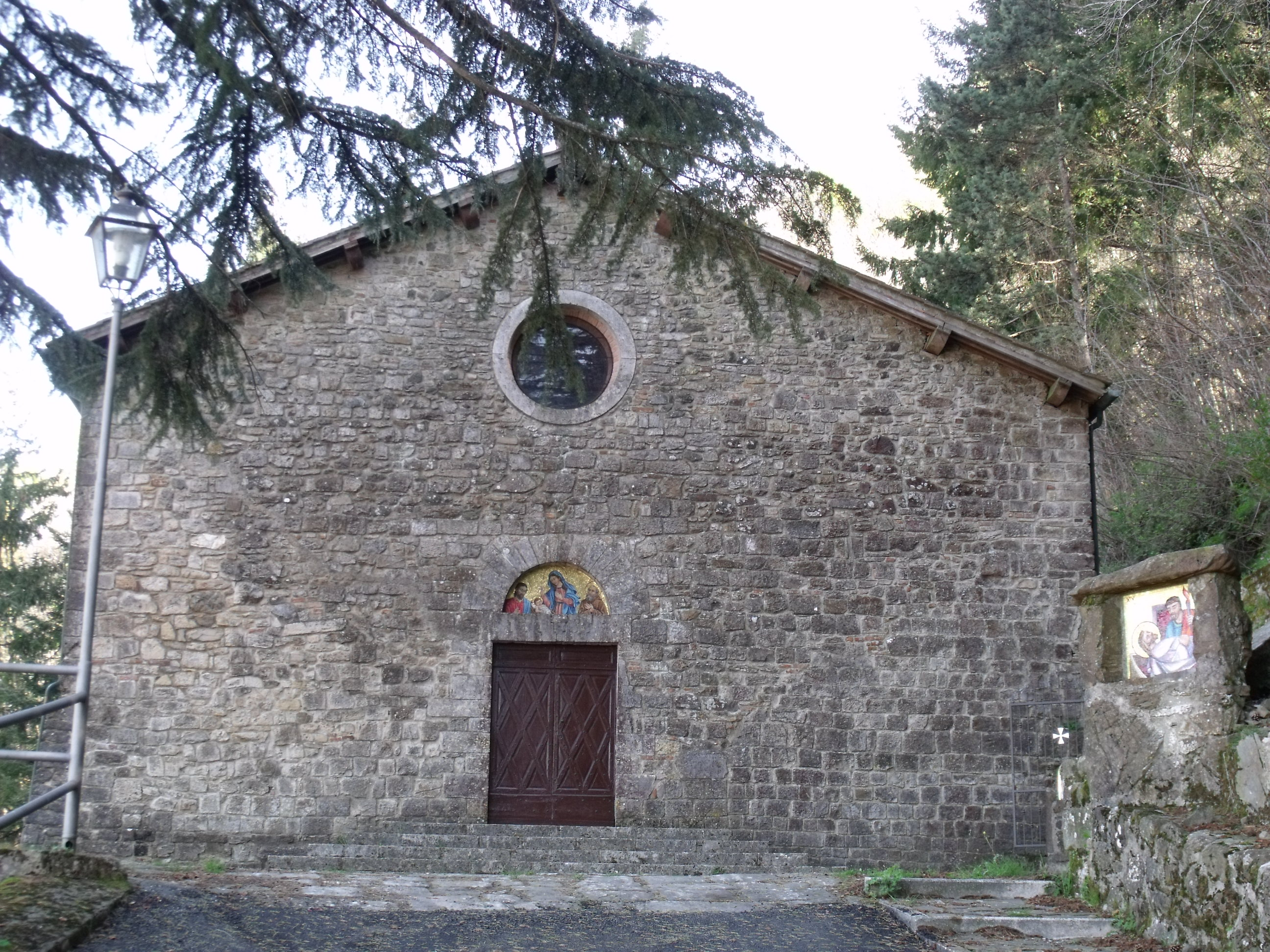
Fassade der Chiesa di San Giacomo Apostolo

- Vom mittelalterlichen Stadtbild sind nur noch die Türme erkennbar: der Glockenturm zwischen Kirche und Rathaus, die Casa Narducci und die Casa Marzarocchi.
- Chiesa di San Francesco, Kirche im Ortskern, enthält die Werke Immacolata Concezione, Natività, Crocifissione und Gloria di San Francesco d’Assisi coi santi terziari francescani Luigi IX di Francia ed Elisabetta d’Ungheria von Giuseppe Nicola Nasini.
- Chiesa di San Giacomo Apostolo, Kirche aus dem 13. Jahrhundert, die den höchstgelegenen Punkt des Ortes darstellt.
- La buca delle fate, alter Bergwerksschacht, der besichtigt werden kann.
- Pieve dei Santi Paolo e Michele, Pieve aus dem 14. Jahrhundert im Ortskern, enthält eine Wandtafel Madonna mit Kind (Madonna della Cintola) von Taddeo Gaddi sowie eine Marienverkündigung von Ilario Casolani.